# Hirschau-Schnaittenbacher Senke
Die Hirschau-Schnaittenbacher Senke, selten auch Hirschau-Schnaittenbacher Becken genannt, ist eine naturräumliche Untereinheit im nördlichen Oberpfälzischen Hügelland.

## Naturräumliche Zuordnung und Gliederung
Die Hirschau-Schnaittenbacher Senke ist ein untergeordneter Naturraum im Norden des Oberpfälzischen Hügellandes.
Da von den Einzelblättern 1:200.000 zum Handbuch der naturräumlichen Gliederung Deutschlands das Blatt 154/155 Bayreuth nicht erschienen ist, existiert für den Nordteil des Oberpfälzischen Hügellandes keine Feingliederung. Die Hirschau-Schnaittenbacher Senke wird aber regelmäßig in einschlägiger Fachliteratur als Naturraum erwähnt. Insbesondere ist sie im südlichen Nachbarblatt 164 Regensburg namentlich als nördliche Begrenzung des Naabgebirges aufgeführt.

## Geografie
Die Hirschau-Schnaittenbacher Senke erstreckt sich von Westen nach Osten zwischen dem Kohlberger Höhenrücken im Norden und dem Naabgebirge im Süden. Vom Kohlberger Höhenrücken wird sie durch die Luhe-Linie getrennt. Im Osten grenzt der Vordere Oberpfälzer Wald an, der wie das Naabgebirge zum  kristallinen Grundgebirge gehört, die Grenze zwischen dem Vorderen Oberpfälzer Wald/Naabgebirge und der Hirschau-Schnaittenbacher Senke ist gleichzeitig die Grenze zwischen kristallinem Grundgebirge („Urgestein“) und dem mesozoischen Vorland.

## Geologie
In der Zeit des mittleren Buntsandsteins erstreckte sich das Germanische Becken von Norden her bis in das heutige Gebiet der Hirschau-Schnaittenbacher Senke. Südlich und östlich der Hirschau-Schnaittenbacher Senke wurde das Germanische Becken vom Grundgebirge begrenzt, das überwiegend aus Gneisen und variszischen Graniten besteht. Aus diesen Hochgebieten transportierten Flüsse (die Kornzusammensetzung entspricht der Sedimentation eines fließenden Gewässers) große Mengen an zersetztem Kristallingestein ab und lagerten es im germanischen Becken ab.  Die robusten Quarzkörner überstanden den weiten Weg in die zentralen Beckenbereiche gut, weshalb man dort vor allem eintönige Sandsteine findet. Die am Beckenrand in einem riesigen Delta abgelagerten, noch wesentlich feldspatreichere Sande (Arkosen) bildeten das Ausgangsmaterial für die Kaolinlagerstätten in der Hirschau-Schnaittenbacher Senke. Vermutlich bereits während der Sedimentation im Buntsandstein begann der Prozess der Kaolinisierung.
Das Vorkommen besteht aus 30–40 Meter starken Sedimentpaketen, die von Süd nach Nord mit ca. 10 Grad einfallen. Die bauwürdige (über 12 % Kaolinit) Hauptlagerstätte hat eine Ost-West-Ausdehnung von 2,6 km. Damit handelt es sich bei den Vorkommen in der Hirschau-Schnaittenbacher Senke um eine der bedeutendsten kontinentalen Kaolin-, Quarzsand- und Feldspatlagerstätten Europas.
Zum „Tag des Geotops“ 2007 nahm das Bayerische Landesamt für Umwelt die Kaolingruben der Amberger Kaolinwerke Eduard Kick in die Liste der schönsten Geotope in Bayern auf.

## Wichtige Orte
- Hirschau
- Schnaittenbach